# Borås tingsrätt
Borås tingsrätt är en tingsrätt i Sverige som har sitt säte i Borås. Tingsrättens domkrets omfattar kommunerna Bollebygd, Borås, Mark, Svenljunga, Tranemo och Ulricehamn - det vill säga större delen av Sjuhäradsbygden. Tingsrätten med dess domkrets ingår i domkretsen för Hovrätten för Västra Sverige.

## Heraldiskt vapen
Blasonering: I rött fält två ullsaxar av silver, den högra störtad, samt däröver en ginstam av silver belagd med en röd balansvåg. Skölden krönt med kunglig krona. Vapnet består av Borås vapen kombinerat med en balansvåg, som symboliserar rättvisan.
Vapnet antogs år 2004.

## Administrativ historik
Vid tingsrättsreformen 1971 bildades denna tingsrätt i Borås av Borås rådhusrätt och häradsrätten för Borås domsagas tingslag med en domkrets som omfattade staden och en del av tingslaget samt en del av Marks tingslag. Domkretsen (domsagan) omtattade från 1971 Borås, Dalsjöfors, Fristad, Sandhult, Viskafors och Bollebygds kommuner, vilka 1974 förenades i en då utökad Borås kommun. Tingsplats blev Borås rådhus. 1995 utbröts Bollebygds kommun ur Borås kommun och de två ingick därefter i domsagan.
1 oktober 1996 uppgick Sjuhäradsbygdens tingsrätt i denna tingsrätt och domsagan utökades med denna domsagas kommuner: Mark, Svenljunga, Tranemo och Ulricehamn.

## Lagmän
- 1971–1981: Gudmund Ernulf
- 1982–1987: John Halvar Hedvall
- 1988–1999: Harry Werner Jusélius
- 1999–2002: Ann-Christine Lindeblad
- 2003-2011: Bertil Bondesson
- 2012-2018: Ove Lindström
- 2018-: Peter Broberg